# Islamitische veroveringen

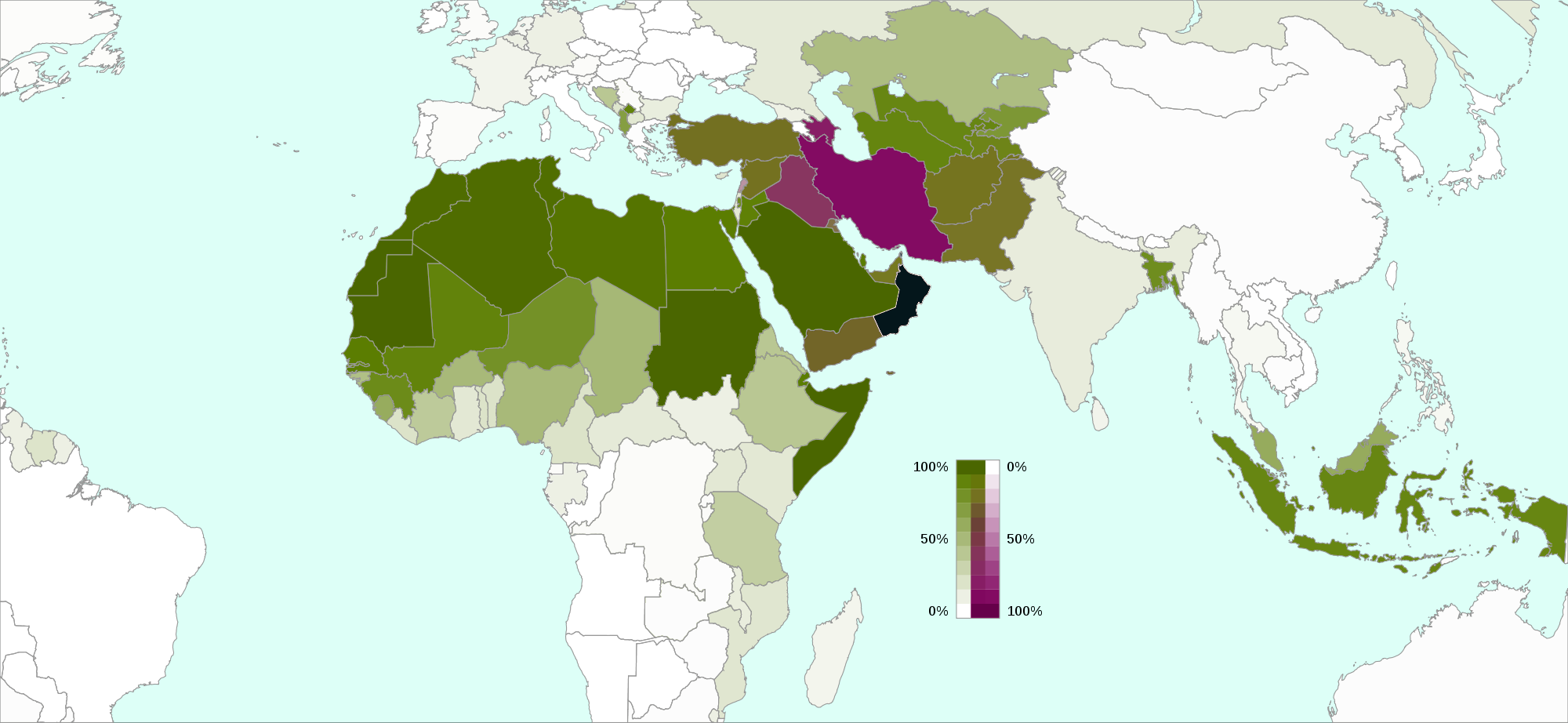
Huidige verspreiding van de islam
soennieten
sjiieten
ibadieten

De islamitische veroveringen (Arabisch: الْفُتُوحَاتُ الإسْلَامِيَّة, al-Futūḥāt al-ʾIslāmiyya) beslaat bijna 1400 jaar. De vroege moslimveroveringen die plaatsvonden na de dood van Mohammed in 632 CE leidden tot de oprichting van kalifaten, die zich over een uitgestrekt geografisch gebied uitbreidden; de bekering tot de islam werd gestimuleerd door Arabische moslimmachten die zich over uitgestrekte gebieden uitbreidden en na verloop van tijd keizerlijke structuren bouwden. Onder Mohammed en de eerste drie Rechtgeleide Kaliefen (622-656) werden het Arabisch Schiereiland, Mesopotamië, Perzië, Palestina, Syrië en Egypte veroverd, maar de Eerste Fitna (656-661) verbrak de eenheid en scheurde de islam in twee stromingen, soennisme en sjiisme. De soennitische Omajjaden overwonnen en vestigden een wereldrijk dat zich op zijn hoogtepunt uitstrekte tot Iberië in het westen en tot India in het oosten. Vanaf 750 verdween door de machtsovername van het kalifaat van de Abbasiden ook de politieke eenheid van de moslims doordat verschillende dynastieën elkaar bestreden en vanaf 929 stichtten de gevluchte Omajjaden in Al-Andalus een tegenkalifaat te Córdoba.

## Mohammed en de rechtgeleiden 630-661

Animatie van het Rashidun-Kalifaat.

Mohammed had bij zijn leven al een groot gedeelte van de stammen op het Arabisch Schiereiland verenigd en zijn opvolgers zetten de uitbreiding van het rijk voort. Na de dood van Mohammed in 632 werd Aboe Bakr kalief en daarmee de opvolger van Mohammed. In de twee jaar tot zijn dood in 634 wist hij het gehele schiereiland te veroveren.
Na Aboe Bakr werd Omar ibn al-Chattab kalief. Hij regeerde tien jaar (van 634 tot 644). In zijn leven veroverde hij zowel delen van het Byzantijnse Rijk als grote delen van Perzië. Hij veroverde de ook voor de islam de derde heilige stad Jeruzalem. Ook het huidige Egypte en Syrië vielen betrekkelijk vlug in islamitische handen door de daar heersende onvrede met het Byzantijnse bestuur.
Oethman ibn Affan, die regeerde van 644 tot 656, breidde het rijk ten slotte uit tot geheel Perzië en delen van Noord-Afrika. Ook veroverde hij Cyprus.

## Omajjaden 661-750

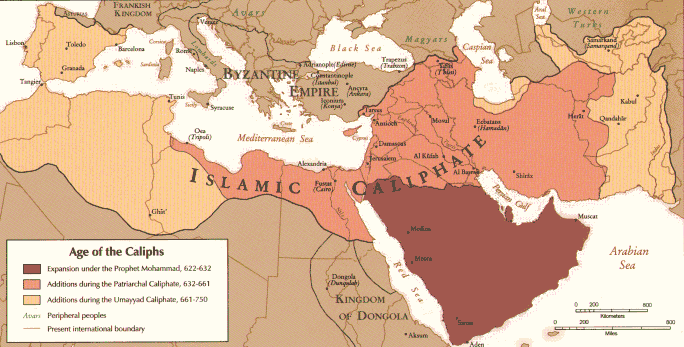
Kalifaat
622–632
632–661
van 661-750 Omajjaden

Na de dood van Oethman breidde een al langer sluimerend probleem zich sterk uit. Ali, de neef en schoonzoon van de profeet, werd gezien als een mogelijke opvolger. Zijn benoeming stuitte echter op onvrede van de machtige generaal Moe'awija I, die in Damascus zetelde. Kort na zijn benoeming werd Ali buiten de garnizoensplaats Koefa door de rebellen vermoord. Muawiyya werd de eerste kalief van de dynastie van de Omajjaden, met als hoofdstad Damascus.
De moord op Ali werd het belangrijkste schisma in de islam: de scheiding tussen de soennieten, die het kalifaat eeuwen verderzetten, en sjiieten. Onder de Omajjaden breidde het rijk zich nog verder uit. Veel bestuursinstellingen, cultuur en wetenschap werden overgenomen van de vroegere Byzantijnse gebieden en het oude Perzië. Op het hoogtepunt in de 8e eeuw omvatte het Arabië, Syrië, Perzië, het huidige Pakistan, Egypte, Maghreb en Iberië. Onder leiding van Abd el Rahman wisten de Omajjaden zelfs tot diep in het Frankische Rijk door te dringen. Uiteindelijk werden ze in 732 nabij Poitiers tot staan gebracht en trokken zij zich terug tot achter de Pyreneeën.

## Abbasiden 750-1258

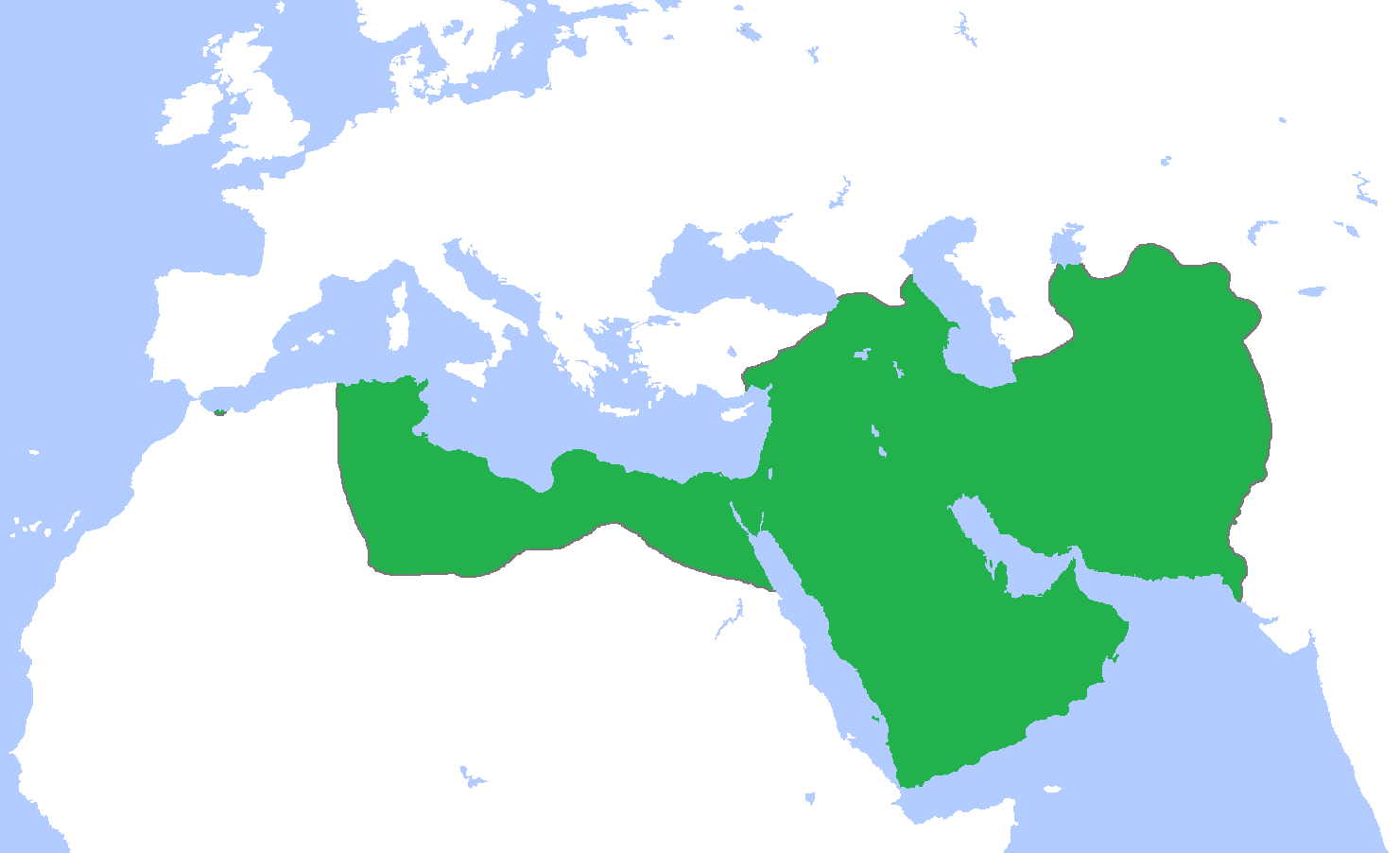
Het Abbasidenrijk van 786-809.

In 750 werd de dynastie van de Omajjaden verslagen door de dynastie van de Abbasiden. Door hen werd niet ver van het oude Babylon, de nieuwe hoofdstad Bagdad gesticht. De beroemdste Abassidische kalief was  Haroen ar-Rashid, maar tijdens zijn bewind begonnen ook de eerste tekenen van verval van het rijk.
De dynastie van de Abbasiden in Caïro werd onder onder de Mammelukken voortgezet tot de Ottomanen in 1517 onder Selim I de laatste Abassidische kalief Al-Mutawakkil III afzette.

## Emiraat en kalifaat Córdoba 756-1031

Het emiraat Córdoba omstreeks 814.

Kairouan (Tunesië) werd de hoofdstad vanwaar de moslims na 670 Carthago bleven aanvallen tot ze de stad in 698 met intussen tot de islam bekeerde Berberstammen innamen. Ifriqiya werd een nieuwe moslimprovincie, met een gouverneur onder de Omajjadische kalief in Damascus.
Tussen 711 en 716, nadat Noord-Afrika veroverd was, kwam de beurt aan Spanje en Portugal, omgedoopt tot Al-Andalus (naar het vroegere vandalenrijk). Een leger bestaande uit voornamelijk Berbers en Arabieren stak, onder leiding van de Berber Tariq Ibn Zyad, de Straat van Gibraltar over en wist in zeer korte tijd vrijwel heel Iberië en delen van Frankrijk te veroveren. Kort na deze successen ontstonden er conflicten tussen de Arabische en Berberse veroveraars. Deze laatste voelden zich benadeeld door de heersende Arabische elite en kwamen in opstand. De Omajjadische prins Abd al-Rahman I die aan het Abbassidisch bloedbad op zijn familie in 750 ontsnapte, vluchtte naar Marokko, waar hij bescherming vond bij zijn Berberse schoonfamilie. Met een Berberse moeder en een Arabische vader kon hij het vertrouwen van de concurrerende partijen in Iberië winnen. Vanuit Marokko maakte hij de oversteek naar Spanje, waar hij zichzelf tot emir uitriep en zo het onafhankelijke emiraat Córdoba stichtte.
Het kalifaat Córdoba werd door Abd al-Rahman III in 929 uitgeroepen, analoog aan het intussen in Noord-Afrika ontstane tegenkalifaat van de Fatimiden. Het omvatte het grootste deel van Spanje en Portugal, en gebieden in Noord-Afrika. De hoofdstad van het kalifaat was Córdoba. Deze periode geldt als het hoogtepunt van islamitisch Iberië. De Omajjaden waren relatief tolerant ten aanzien van minderheden, zoals de christenen en joden die in het gebied woonden. Het kalifaat werd een toevluchtsoord voor joden die elders vervolgd werden en het aantal joden in Spanje en Portugal nam toe. Córdoba werd een centrum van zowel Arabische als joodse cultuur. Christenen leefden in onafhankelijke gemeenschappen maar werden wel door de cultuur van de islamitische overheerser beïnvloed. In tegenstelling tot de joden, die het Hebreeuws als voornaamste taal handhaafden, spraken veel van deze christenen, Mozaraben genoemd, Arabisch of Mozarabisch. In 1085 viel Toledo in handen van de christelijke reconquista. In 1091 slaagden de door moslims te hulp geroepen Berberse Almoraviden erin de eenheid van de moslims in Iberië te herstellen tot de christenen de laatste stad van het islamitische Iberië, Granada weer wisten in te nemen in 1492.

## Onder de Ottomanen 1517-1922

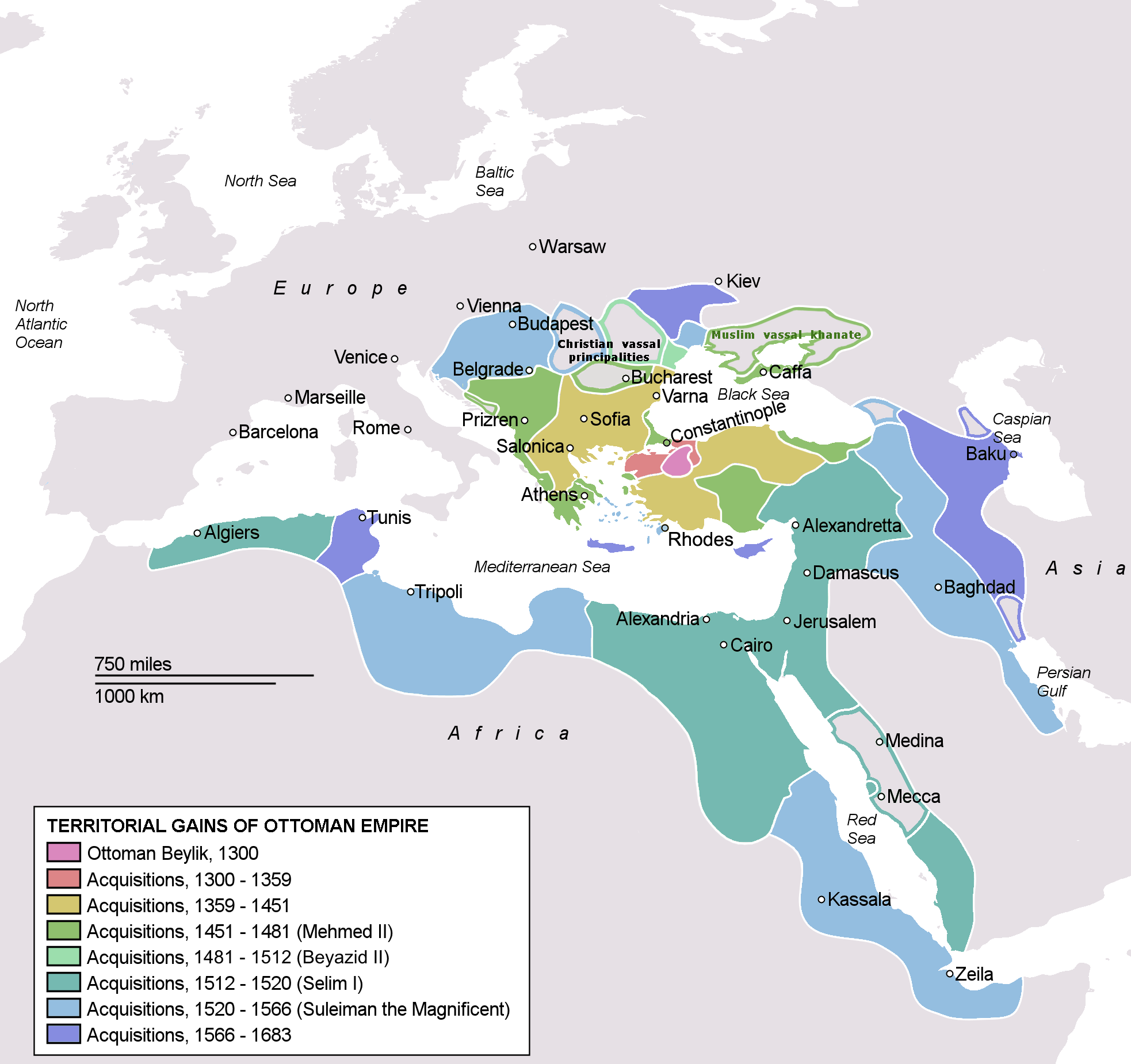
Ottomaanse rijk in 1683

Na de Mongoolse verwoestingen (onder andere Bagdad werd praktisch met de grond gelijk gemaakt en de omringende irrigatiesystemen verwoest en een groot deel van de bevolking, waaronder de Abassidische elite, uitgemoord) zou het Abassidenrijk zich niet herstellen, maar de Ottomaanse dynastie wist al snel de onderling rivaliserende jihad-beyliks van de Turken te verenigen en nagenoeg heel het vroegere kalifaat (uitgezonderd Perzië, dat de grote sjiitische rivaal zou blijven, Marokko dat zijn onafhankelijkheid wist te behouden en het inmiddels door christenen veroverde Al-Andalus) onder hun eigen, soennitisch bewind te brengen, zelfs groter, met aanhechting van de Balkan. Hun padisjah, de eigenlijke titel van de Grote Sultan, de machtigste soennitische heerser, zou geleidelijk ook kalifale allures krijgen en uiteindelijk formeel de titel van kalief aannemen.

## Onder ISIS  2014-2020
Op 29 juni 2014 claimde Islamitische Staat in Irak en al-Sham (ISIS) een wereldwijd salafistisch kalifaat te hebben opgericht met Abu Bakr al-Baghdadi als de kalief. Als kalifaat claimt het religieus, politiek en militair gezag in hun gebieden met een militie van jihadi en salafisten die geleid wordt door soennitische Arabieren uit Mosoel, Irak en Ar-Raqqah, Syrië. Ook in Libië rond de stad Derna en in Egypte veroverden met name strijders uit Syrië deze gebieden tot hun kalifaat.
Deze groepen hebben openlijk hun steun aan IS betuigd, hetzij volledig of gedeeltelijk.
- Boko Haram[9]
- Bangsamoro Islamitische Vrijheidsstrijders[10]
- Jemaah Islamiyah[11]
- Ansar al-Sharia in Tunesië[12][13]
- Ansar al-Sharia in Libië[14]
- Mujahideen Shura Council in the Environs of Jerusalem[15]
- Islamitische Beweging van Oezbekistan[16]
- Jamaah Ansharut Tauhid[17]
- Hezb-e Islami Gulbuddin[18]